# Ostrocerca truncata
Ostrocerca truncata är en bäcksländeart som först beskrevs av Peter Walter Claassen 1923.  Ostrocerca truncata ingår i släktet Ostrocerca och familjen kryssbäcksländor. Inga underarter finns listade i Catalogue of Life.